# Pälkäne
Pälkäne [ˈpælkænɛ] ist eine Gemeinde in der Landschaft Pirkanmaa im Westen Finnlands.
Am 1. Januar 2007 wurde die Gemeinde Luopioinen mit der Gemeinde Pälkäne vereinigt.

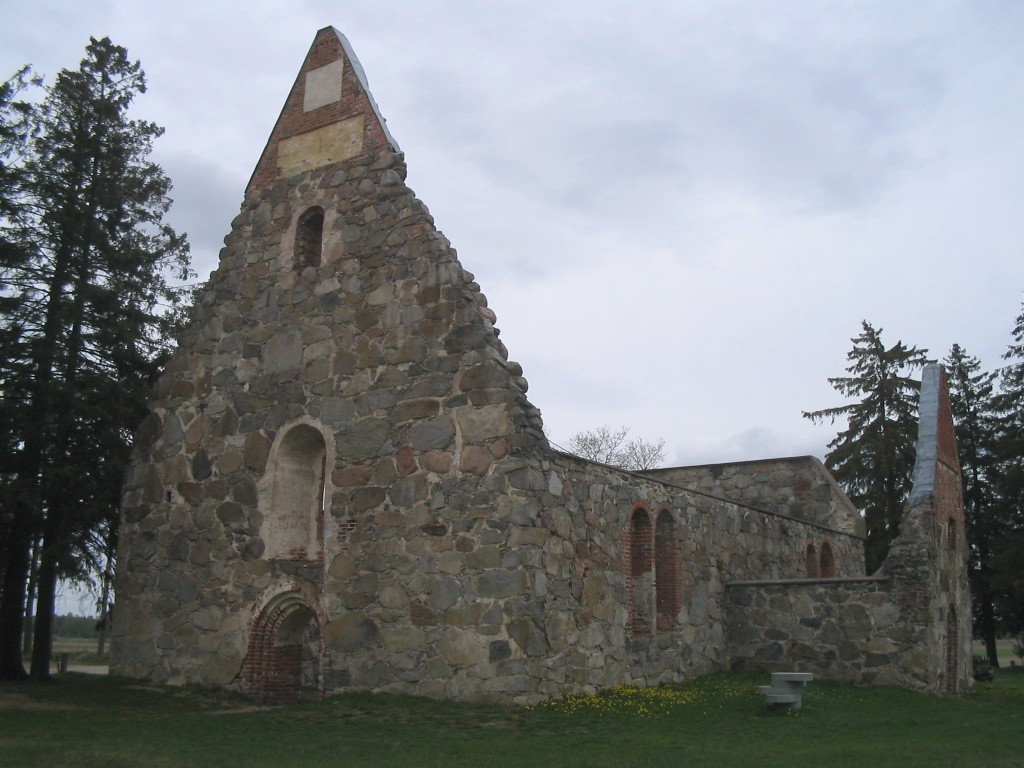
Ruinen der mittelalterlichen Kirche in Pälkäne

## Ortschaften
Zu der Gemeinde gehören die Orte Epaala, Harhala, Huhti, Huntila, Kaitamo, Kankahainen, Kantokylä, Kinnala, Kirpu, Kollola, Kotila, Kuisema, Kukkola, Kuuliala, Kärväntälä, Laitikkala, Lovensalo, Luikala, Myttäälä, Mälkilä, Mällinoja, Oksala, Onkkaala, Paino (seit 1975 Teil der Stadt Valkeakoski), Pappila, Pitkäjärvi, Pohjalahti, Ruokola, Ruotsila, Salmentaka, Sappee, Seitsye, Tauriala, Tausti, Tommola, Töyräniemi, Vuolijoki und Äimälä.

## Entfernungen
- Helsinki 145 Kilometer
- Hämeenlinna 46 Kilometer
- Tampere 35 Kilometer
- Valkeakoski 23 Kilometer

## Gemeindepartnerschaften
Pälkäne unterhält Partnerschaften mit den folgenden Orten:
- Lovere (Italien)
- Sala (Schweden), seit 1940
- Markaryd (Schweden), seit 1977

## Persönlichkeiten
- Toivo Salonen (1933–2019), Eisschnellläufer

## Weblinks

Altes Wappen der Gemeinde Pälkäne, der aapiskukko